# Krystyna Witkowska
Krystyna Witkowska (ur. 30 stycznia 1928 w Warszawie, zm. 2000) – ilustratorka i graficzka, przedstawicielka Polskiej Szkoły Ilustracji.

## Wykształcenie i praca zawodowa
Ukończyła studia w Akademii Sztuk Pięknych w Warszawie, dyplom uzyskała w 1955 r. w pracowni grafiki Henryk Tomaszewskiego. W latach 1949–1969 była zatrudniona jako redaktor graficzna w Instytucie Wydawniczym Nasza Księgarnia, gdzie zilustrowała kilkadziesiąt książek dla najmłodszych. Współpracowała także z czasopismami dla dzieci „Misiem” i „Świerszczykiem”.

## Styl artystyczny
Dla twórczości Witkowskiej charakterystyczne jest stosowanie zdecydowanych, mocnych kolorów zestawionych w nieoczywisty sposób, choć w innych pracach sięga po stonowane, subtelne pastelowe odcienie.  Uwidacznia się także tendencja do silnego zaznaczania konturów i delikatnego uproszczenia kształtów, ilustracje są często utrzymane w nostalgicznym, niekiedy onirycznym nastroju.
Najbardziej znane ilustracje autorki:
- Koniczyna pana Floriana  Heleny Bechlerowej,
- Przygody jeża spod miasta Zgierza  Wandy Chotomskiej,
- Tęczowa parasolka  Tadeusza Kubiaka,
- Zasypianki  Joanny Kulmowej,
- Historia kasztanowego króla Krystyny Boglar,
- Kiedy znów będę mały Janusza Korczaka,
- Dlaczego kotka przesiaduje w kuchni Bolesława Zagały[2],
- Maleńka Pani Flakonik Alfa Prøysena[5].

## Nagrody
Za swoją twórczość otrzymała wiele nagród i wyróżnień. Wśród nich:
- Brązową Plakietę na Biennale Ilustracji Bratysława (1967; Zamki na lodzie Józefa Ratajczaka),
- Brązowe Koziołki na I Biennale Sztuki dla Dziecka w Poznaniu (1973; Historia z końca świata Marii Kral)[1].